# Beton siarkowy
Beton siarkowy – specjalny gatunek betonu, odporny na działanie kwasów. Materiał ten otrzymuje się przez stapianie w temperaturze 130–140 °C kruszywa z siarką stanowiącą lepiszcze (12–22%); może zawierać też plastyfikatory (5%). Można go otrzymywać z odpadów przemysłowych zawierających siarkę.
Wiązanie betonu siarkowego następuje szybko po schłodzeniu mieszaniny jako wynik - krzepnięcia siarki i kończy się po ok. 24 h. Jest to proces fizyczny, w przeciwieństwie do wiązania zwykłego betonu, będącym praktycznie nieodwracalną przemianą chemiczną. Zadaniem plastyfikatorów jest zapobieganie spękaniom związanym z przejściem fazowym siarki jednoskośnej w rombową w temperaturze ok. 96 °C. Materiał po wykorzystaniu może zostać stopiony i użyty ponownie.
Charakteryzuje się wysoką odpornością na działanie kwasów i soli, dobrymi własnościami mechanicznymi i niską przepuszczalnością dla wody. Górna granica temperaturowa stosowalności to 120 °C.